# 拉包爾戰俘營
拉包爾戰俘營（又譯拉布爾戰俘營）位於今巴布亞新幾內亞俾斯麥群島中新不列顛島東部的前首邑拉包爾（當地華人稱為亞包）附近。太平洋戰爭時，日軍偷襲珍珠港後攻佔拉包爾，在拉包爾建立強大海空軍事基地，並從中國大陸與新加坡等佔領區運送盟軍戰俘來此做工，其中有大量中國與印度戰俘。曾有一千多位中華民國國民革命軍軍人被俘後被送到此，其中有一部分死在營中。日本投降後，澳大利亚軍隊進佔拉包爾，生還者曾為死難者修建一座公墓，但已被夷為平地。2008年12月22日台灣《聯合報》報導在拉包爾附近發現三座國軍墓碑。

## 日軍基地
日軍曾有十一萬人駐紮在拉包爾，在瓜達爾卡納爾島戰役以後，美軍以跳島戰術將其孤立，一直到日本投降才由澳大利亞軍隊進佔拉包爾。

## 戰俘營
澳大利亚昆士蘭華人聯合會前秘書長粟明鮮博士（廣州中山大學歷史系畢業、任職於澳大利亚格里菲斯大學）在澳大利亚軍方檔案中找到相關記載：不計在運輸途中死亡者，先後約有一千六百多位中華民國軍人被送來當奴工。在俘虜營當中死亡者六百五十三人，剩下約一千人，1946年美國海軍將他們送回中國
。
1942年日军曾从南京老虎橋江蘇第一監獄调出1000余名战俘到南洋做苦工。其中包括抗戰初期堅守四行倉庫的「八百壯士」中的36名官兵。他們由第二排排長薛營鑫率領，經歷為避免盟軍轟炸而晝伏夜航48晝夜航程，被日軍押到新幾內亞的拉包爾戰俘營。上島後，孤軍營的人被拆散，有12人編入“中國軍人勤勞隊”，其中共有160名國軍戰俘。在島上一起服苦役的，還有英國、美國、印度、馬來西亞等國戰俘。其中一名戰俘田際鈿記得一天要幹十多個小時苦工，住岩洞，食瓜薯，有時能吃到豬牛內臟和骨頭，但一旦生病了就只有等死。160名戰俘兩年多後只剩下38人
。
1945年8月，日本無條件投降，日軍放棄了拉包爾的海空軍基地，9月2日日本外務大臣重光葵在美國密蘇里號戰艦簽署降書。1945年9月，澳大利亚军第11师占领新不列颠岛。9月17日中国战俘营的官兵在KUMUIA YAMA营区门口列队相迎盟軍。當時中国戰俘营的最高指挥官國民革命軍吴炎中校及軍官陈国樑少校、刘伟宾副官和秦家麟中尉。中國戰俘獲得盟軍的援助逐漸的得到軍服與武器。9月28日在吴炎的陪同下，澳军参谋总长J. Northcott中将和澳军第 11 师师长K. W. Eather少将等检阅了中国军营部队。10月10日，中国军营與盟軍歡庆中華民国34周年国庆。11月30日，中国官兵在Karavia Bay营区内建立了一座抗日死难烈士纪念碑，以纪念那些死难的烈士和平民。其間在拉包爾澳大利亚军事法庭共进行了188场战犯审讯，共有390名日军受到了审讯，其中266人被判決有罪。死刑87人，当中84人被处以绞刑，3人被处以枪决。
|  |  |  |

|  |  |

## 华人平民集中營
1941年底和1942年初，日军占领新不列颠岛，當地华裔人民约有800人，全数为日军关进了离拉包爾西部约15英里名叫Ratongor的一座集中营。這些人大多來自廣東的第一代平民，亦被稱為廣東民眾服務隊。1945年9月13日，盟军澳军第11师第4旅的救援小分队和红十字会人员，从拉包爾驾驶卡车，前往解救Ratongor华裔人民集中营的华人。
|  |  |

## 中華民國軍人公墓
根據當年擔任戰俘營譯員的華僑張榮煦回憶：僥倖生存的官兵回國前，1946年3月16日，为死难的中国战俘與當地華僑合作修建一座公墓和纪念碑，将在此死亡的636名同袍中的256具遗骸迁葬于此。纪念碑上書「中國廣東民眾死亡紀念碑」。十幾年後墓園荒廢，遭當地政府夷為平地，當時僑界曾向中華民國政府求援，但是台北政府卻沒有反應

。直至2009年中華民國國防部迎靈小組由後備司令部留守業務處處長任全森上校帶隊赴拉包爾挖出「中國廣東民眾死亡紀念碑」，抄錄姓名後迎「中華民國國軍于巴紐陣亡將士之靈位」回台灣於2009年3月8日入祀台北圓山忠烈祠正殿。典禮由後備司令陳良濬中將主持，立法委員林郁方及多位軍方官員陪祭。
|  |  |  |

## 現存墓碑
目前在拉包爾附近 Karavia Bay (Keravia Bay) 仍有三座刻著中文與青天白日中華民國國徽的墓碑，就是當年抗日死難烈士紀念碑。三座墓碑分別是陸軍六十七師兩百團的上尉吳坤1945年10月24日去世年49、陸軍新三十師上士孔憲章1945年1月12日去世年40、另一座是第四師的上士曾友生1945年10月18日去世年28。陸軍新三十師是新一軍的一部，因此孔憲章可能是在緬甸被俘。六十七師是陳誠十八軍的一部，是抗日戰爭的主力之一
。經聯合報於2008年12月報導，國防部向日本查詢戰俘營名冊及檔案。迎靈小組由後備司令部留守業務處處長任全森上校2009年2月帶隊赴巴紐由當地僑胞領路，查證吳坤上尉、孔憲章上士、曹友生上士等人墓碑、並梁有年、陳緯南等個人墓葬，及前述中華民國國軍公墓等三處墓塚區，一併迎靈位回台灣，於2009年3月8日入祀圓山忠烈祠。
2010年，中国政府在墓碑原址建成中国抗战将士和遇难同胞陵园。

## 台籍日本兵
當時台灣已割讓給日本，日本亦在台灣征兵，其中亦有被派到拉包爾的。其中的一個例子，在1943年4月25日，来自台灣埔里40名年仅19、20岁的台灣人組成「台湾第三回特设勤劳团」。他們由高雄港乘坐日本运输舰，经过马尼拉、帛琉，在一个月之后抵达新不列颠群岛的拉包尔，配属到7129部队的103兵站病院，从事军务劳动，包括扛动伤亡的军人，挖防空壕，种植瓜果蔬菜，挖墳墓，火化屍體等。戰後这一梯队40人全数搭上航空母舰安全回到台湾。